# Курсон ле Карјер
Курсон ле Карјер (фр. Courson-les-Carrières) насеље је и општина у источном делу централне Француске у региону Бургоња, у департману Јон која припада префектури Осер.
По подацима из 2011. године у општини је живело 855 становника, а густина насељености је износила 25,03 становника/km². Општина се простире на површини од 34,16 km². Налази се на средњој надморској висини од 223 метара (максималној 345 m, а минималној 188 m).

## Демографија
| 1962. | 1968. | 1975. | 1982. | 1990. | 1999. | 2011. |
| ----- | ----- | ----- | ----- | ----- | ----- | ----- |
| 671   | 757   | 701   | 682   | 716   | 788   | 855   |

График промене броја становника у току последњих година